# Diazosloučeniny
Diazosloučeniny jsou organické sloučeniny obsahující diazoskupinu (=N+=N−) vázanou na uhlíkový atom, obecný vzorec je R-(C=N2)-R'. Nejjednodušší takovou sloučeninou je diazomethan.
Elektronová struktura těchto sloučenin se skládá z kladného náboje na centrálním dusíkovém atomu a záporného náboje distribuovaného mezi koncovým dusíkem a uhlíkem, na nějž jsou tyto dusíky navázány. K nejstabilnějším diazosloučeninám patří α-diazo-ß-diketony a α-diazo-ß-diestery, a to díky delokalizaci záporného náboje v karbonylových skupinách; většina alkyldiazosloučenin patří mezi výbušniny.
Skupinou izomerních sloučenin, které však nemají mnoho podobných vlastností, jsou diaziriny, u nichž jsou uhlík a dva dusíky propojené v cyklickém řetězci.
Diazosloučeniny existují ve čtyřech rezonančních strukturách:

## Historie
První diazosloučeniny připravil roku 1858 německý chemik Peter Griess, když objevil novou všestrannou reakci.

## Příprava
Je známo několik laboratorních postupů na přípravu diazosloučenin.

### Z aminů
Alfa akceptory substituované primární alifatické aminy R-CH2-NH2 (R = COOR, CN, CHO, COR) reagují s kyselinou dusitou za vzniku diazosloučenin.

### Z diazomethylových sloučenin
Příkladem elektrofilní substituce za použití diazomethylové sloučeniny je reakce acylhalogenidu s diazomethanem., jenž je mimo jiné prvním krokem v Arndt-Eistertově syntéze.

### Diazo přesunem
Při diazo přesunu reagují některé karbonové kyseliny s tosylazidem:
Tato reakce se také nazývá Regitzův diazo přesun. Dalšími příklady jsou syntéza terc-butyldiazoacetátu a di-terc-butyldiazomalonátu.

### Z N-alkyl-N-nitrososloučenin
Diazosloučeniny lze získat eliminační reakcí N-alkyl-N-nitrososloučenin, jako například při přípravě diazomethanu z diazaldu nebo MNNG:

### Z hydrazonů
Diazosloučeniny se dají připravit také z hydrazonů. Hydrazony se oxidují (vlastně dehydrogenují), například oxidem stříbrným; příkladem může být příprava 2-diazopropanu z acetonhydrazonu. Jako oxidační činidlo lze použít rovněž octan olovičitý, oxid manganičitý nebo Swernovo činidlo. Při syntéze krotyldiazoacetátu reagují tosylhydrazony (obecný vzorec RRC=N-NHTs) se zásadou jako je například triethylamin.
Reakcí karbonylových sloučenin s derivátem hydrazinu 1,2-bis(terc-butyldimethylsilyl)hydrazinem vzniká hydrazom; ten se následně působením difluorjodbenzenu mění na diazosloučeninu:

### Příprava fragmentací
1,3-disubstituované alkylaryltriazeny mohou být fragmentovány za tvorby diazosloučenin. Tyto triazeny (ArN=NNH-CH2R) lze připravit spárováním diazoniových solí s primárními aminy.

### Z azidů
Byl popsán způsob pžípravy diazosloučenin z azidů za použití derivátů fosfanu.

## Reakce

### Cykloadice
Diazosloučeniny se využívají k diazoalkanovým 1,3-dipolárním cykloadicím, kde reagují jako 1,3-dipóly.

### Tvorba karbenů
Diazosloučeniny se používají jako prekurzory karbenů, jenžt se získávají jejich termolýzou a nebo fotolýzou, například ve Wolffově přesmyku. Některé se mohou spárovat a vytvořit alkeny karbenovou dimerizací.
Diazosloučeniny jsou meziprodukty Bamfordovy-Stevensovy reakce, při níž se přeměňují tosylhydrazony na alkeny, i zde vzniká karbenový meziprodukt:

### Jako nukleofily
Buchnerovou-Curtiusovou-Schlotterbeckovou reakcí se utváří ketony z aldehydů a alifatických diazosloučenin:
Tato reakce patří mezi nukleofilní adice.

### Ostatní
V Doyleově-Kirmseově reakci reagují určité diazosloučeniny s allylsulfidy za vzniku homoallylsulfidů.
Diazosloučeniny se také používají při cyklopropanacích, například při reakci ethyldiazoacetátu se styrenem.
Vnitromolekulárními reakcemi diazokarbonylových sloučenin vznikají cyklopropany. Při Buchnerově rozšíření cyklu reagují diazosloučeniny s aromatickými cykly, přičemž se tyto cykly rozšiřují.

## Výskyt v přírodě
Diazoskupinu obsahují dvě skupiny přírodních sloučenin: kinamycin a lomaiviticin. Tyto látky fungují jako DNA interkalátory. Reduktivně indukovanou ztrátou N2 dochází ke vzniku fluorenylového radikálu, který štěpí DNA.